# Ted en de schat van de mummie
Ted en de schat van de mummie (originele titel Las Aventuras de Tadeo Jones) is een Spaanse animatiefilm uit 2012 onder regie van Enrique Gato. De animatiefilm is een parodie op de Indiana Jones films. Het scenario is geïnspireerd op de avonturenfilm Secret of the Incas met Charlton Heston. In Nederland en België is de film naast de Engelse versie ook verschenen in een respectievelijk Nederlands, Vlaams en Frans nagesynchroniseerde versie.

## Verhaal
Ted is een dromerige metselaar uit Spanje, die woont in Chicago. Al sinds zijn vijf jaar is het zijn droom om een professionele archeoloog te worden. Door een samenloop van omstandigheden is hij in de plaats van een bekend archeoloog op expeditie beland in Peru. Hij heeft de opdracht om er de schatten van een mythische verdwenen Incastad te redden uit de klauwen van een bende gevaarlijke schattenjagers. Gelukkig krijgt hij hulp van professor Lavrof en zijn mooie dochter Sara. Samen met zijn trouwe hond Jeff, de papegaai Belzoni en de gids Freddy kunnen ze aan het echte avontuur beginnen.

## Rolverdeling
- Kerry Shale - Ted
- Fiona Glascot - Sara Lavrof
- Lewis Macleod - Freddy
- Adam James - Max Mardon
- Mac Macdonald - Professor Lavrof / Humbert
- Bruce Mackinnon - Mummie
- Maria Darling - Ted (kind)